# Semiten
Als Semiten werden (historische) Völker bezeichnet, die eine semitische Sprache sprachen. Semitische Sprachen sprechen heute insbesondere Araber, Mehrier, Israelis, Aramäer, Malteser sowie mehrere Sprachgruppen in Äthiopien und Eritrea. Der Sammelbegriff „Semiten“ als Bezeichnung einer Völkerfamilie gilt als ungenau und überholt, insbesondere auch aufgrund seiner Verwendung als Ethnophaulismus in rassistischen Kontexten.
Der deutsche Historiker August Ludwig von Schlözer prägte 1781 den Begriff mit Bezug auf die Völkertafel der Genesis – siehe dazu Semitismus. Die Bibel führt die Abstammung Abrahams auf Sem, den Sohn Noahs, zurück. In Anlehnung daran bezeichnete man in biblischer Zeit alle Völker Vorderasiens, die sich als Nachkommen Abrahams betrachteten, als „Söhne des Sem“. Zu den Semiten zählen die Amharen, Tigrinya, Araber, Hyksos, Malteser, Minäer, Sabäer, Amoriter, Ammoniter, Akkader/Babylonier/Assyrer/Aramäer, Hebräer, Kanaaniter, Moabiter, Nabatäer, Phönizier und Samaritaner.
Die Semiten im sprachwissenschaftlichen Sinne sind mit den Nachkommen Sems der Bibel nicht völlig identisch. So sprachen die Kanaaniter zwar eine semitische Sprache, der biblische Stammvater Kanaan wird jedoch als Sohn des Noah-Sohnes Ham beschrieben.

## Verbreitung
Im Altertum bewohnten Völker, die semitische Sprachen sprachen, wohl zunächst die Arabische Halbinsel. Völkerwanderungen brachten sie nach Mesopotamien, Syrien und Kanaan, Ägypten, Eritrea, Äthiopien und mit der phönizischen Kolonisierung bis an die Küsten des westlichen Mittelmeers. Es wird vermutet, dass sie ursprünglich aus Nordost-Afrika kamen, wo auch die anderen Zweige der afroasiatischen Sprachfamilie beheimatet waren, die in der älteren Sprachwissenschaft als hamitische Sprachen bezeichnet werden.

## Semiten als rassistischer Begriff
In verschiedenen pseudowissenschaftlichen Rassentheorien wurden die Juden als „Semiten“ bezeichnet, weil die Hebräer ein semitisches Volk seien. Um die Judenfeindlichkeit „wissenschaftlich“ (und nicht mehr nur religiös) zu untermauern, wurden die „Semiten“ zu einer „minderwertigen Rasse“ erklärt, die zu keiner eigenständigen Kultur imstande sei. Hieraus entstand auch die Bezeichnung Antisemitismus (Judenfeinde bezeichneten sich selbst als Antisemiten). Antisemiten wie Eugen Dühring gingen so weit, die Juden als „schlimmste Gruppe“ der Semiten zu bezeichnen, die selbst von den anderen Semiten (Arabern) gehasst würden.
Gleichzeitig gingen die Antisemiten davon aus, dass die Juden keine reinen Semiten seien, sondern laut Theodor Fritsch eine Mischrasse hauptsächlich aus der „semitischen (orientalischen, arabischen) Rasse“ und der „vorderasiatischen (armenoiden, assyroiden) Rasse“, wobei 90 % der Juden eher letzterer Gruppe zuzuordnen seien. Gegen Ende der NS-Zeit wurde die Selbstbezeichnung „Antisemiten“ – auch in Hinblick auf arabische Verbündete – abgeschafft und z. B. durch „Judengegner“ ersetzt. Schon Dühring wollte im 19. Jahrhundert den Antisemitismus lieber als „Antihebraismus“ verstanden wissen.
Die Tatsache, dass das Wort Semiten etymologisch in der Bezeichnung Antisemitismus steckt, führt mitunter zu Verwirrung, etwa des Inhalts, dass damit doch gar keine Araber gemeint seien. Nach Ansicht der Antisemitismusforscher Peter Ullrich und Uffa Jensen ist dies „Ausdruck von Unkenntnis, spitzfindiger Bauernschläue oder schlicht eine Schutzbehauptung gegen unliebsame Antisemitismusvorwürfe“.